# Monatliche Unterredungen einiger guten Freunde
Die Monatlichen Unterredungen einiger guten Freunde sind eine zwischen 1689 und 1698 von Wilhelm Ernst Tentzel herausgegebene wissenschaftliche Zeitschrift mit historischem Schwerpunkt.
Der vollständige Titel lautet:

„Monatliche / Unterredungen / Einiger / Guten Freunde / Von / Allerhand Büchern und andern / annemlichen Geschichten; / Allen Liebhabern / Der Curiositäten / Zur / Ergetzligkeit und Nachsinnen / heraus gegeben / Von / A. B. / JANUARIUS 1689 / Sine censura & approbatione Actoris. / [Ornament-Linie] / In Verlegung Johann Christian Laurers Buch- / Händlers / M DC LXXXIX.“

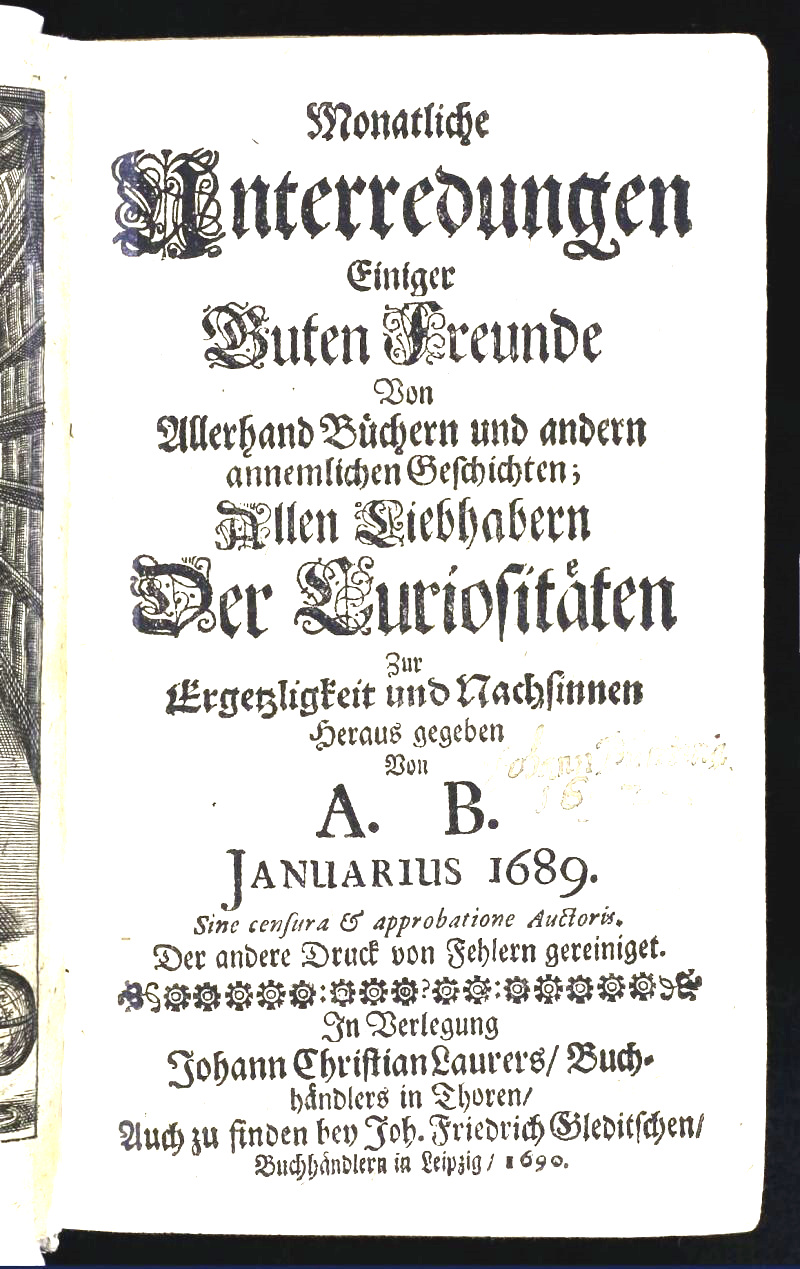
Titelblatt von Band 1 der Monatlichen Unterredungen (2. Auflage 1690)

Eine zweite Auflage des ersten Bandes erschien noch 1690 bei Laurer in Thorn und Johann Friedrich Gleditsch in Leipzig, die einzelnen Bände enthielten je 12 Nummern mit einem regulären Volumen von 160 Seiten Oktav. 18 Folgebände kamen bis 1698 heraus. Das Journal wurde fortgesetzt mit der Curieusen Bibliothec, oder, Fortsetzung der Monatlichen Unterredungen 1704–1706.

## Design und Inhalt
Tentzel legte sein Journal in Tradition antiker philosophischer Dialoge als Gespräch an. Eine Erzählstimme steht jedoch bei Bedarf wie in einem Roman über den beiden Protagonisten Leonhard und Antonio, die sich zu Beginn in Leonhards Bibliothek treffen und dort vereinbartermaßen über Bücher diskurrieren mit dem Ziel, ihre Gespräche im Druck herauszugeben. Übergänge vom Bericht über den Dialog zu wörtlicher Rede fallen fließend und unmerklich aus. Im Text selbst fehlen Überschriften zu jeweils rezensierten Büchern. Die Materien wechseln unmerklich, ein Register erlaubt es am Ende des Jahres, auf Themen einzeln zuzugreifen. Der europäische Journalmarkt steht im Hintergrund des Projektes:

„Denn weil ietzo so viel gelehrte Männer in Lateinischer, Teutscher, Frantzösischer, Englischer und Italiänischer Sprache, anderer Schrifften und Erfindungen censiren und recensiren, sich wenig bekümmernde, ob lose Mäuler ihre gifftige Zähne daran reiben, so hofften sie durch solche stattliche Exempel einen Mißgünstigen leicht auff bessere Gedancken zu bringen.“

Die dialogische Form rechtfertigte Tentzel in der Vorrede zur Januarnummer 1690, mit der der zweite Jahrgang eröffnete. Er habe von verschiedenen Seiten Kritiken erhalten, die an ihm persönlich jedoch vorbeigingen.

„Meinen Nahmen haben ihrer viel wissen wollen, auch etliche dem gemeinen Ruff folgende denselben gar in ihren Schrifften und Brieffen exprimiret. Sie haben mir aber damit keinen Dienst gethan, weil ich die Unterredungen vor meine Arbeit nicht erkenne, und demnach gar nicht gehalten seyn will, unter meinem Nahmen selbige zu verthädigen, oder Rede und Antwort davon zu geben […] Denn ich sahe leicht zuvor, daß es eine kützliche Sache wäre, von neuen Büchern eine öffentliche Censur zu stellen, wenn wie zumahl mit piqvanten und durchdringenden Worten geschiehet. [… Ich] hoffete, mit denen bey iedem Monate stehenden Worten Sine Censura & approbatione Auctoris [ohne Bewertung und Billigung des Autors], der gelehrten Welt gnugsam anzudeuten, daß gleichwie die darinnen abgehandelte Geschichte und gegebenen Censuren nicht so wohl nach meinen eigenen, als anderer Leute Gutachten und Zuneigung eingerichtet, also auch darnach geurtheilet und verstanden werden müsten.“

Die Urteile seiner Protagonisten stehen damit als mögliche öffentliche im Raum, von denen er sich beliebig distanzieren will.
Die Register sind auf interessante Weise dreigeteilt in eines „Der Bücher, deren Inhalt erzehlet wird“, eines „Der Scribenten, davon nur ein Urtheil gefället, oder sonsten etwas merckwürdiges erzehlet wird“ und drittens eines der „fürnehmsten Sachen und Geschichten“. Das entspricht dem Inhalt: Es werden einzelne Titel intensiv vorgestellt jedoch in Digressionen jede Menge Urteile gefällt und Geschichten erzählt.